# باريت براونينج
باريت براونينج (بالإنجليزية: Barret Browning)‏ هو لاعب كرة قاعدة أمريكي، ولد في 28 ديسمبر 1984 في برونزويك في الولايات المتحدة.

## وصلات خارجية
- باريت براونينج على موقع دوري كرة القاعدة الرئيسي (الإنجليزية)
- باريت براونينج على موقعبيزبول رفرنس.كوم (الدوري الرئيسي) (الإنجليزية)
- باريت براونينج على موقعبيزبول رفرنس.كوم (الدوري الثانوي) (الإنجليزية)
- باريت براونينج على موقع إي إس بي إن.كوم (أم.أل.بي) (الإنجليزية)
- باريت براونينج على موقع مشجعي الرسوم البيانية (الإنجليزية)